# 費爾柴德 71
Fairchild 71是一款由費爾柴德製造的高翼單翼客貨機，後來由費爾柴德加拿大分部在加拿大製造。

## 發展

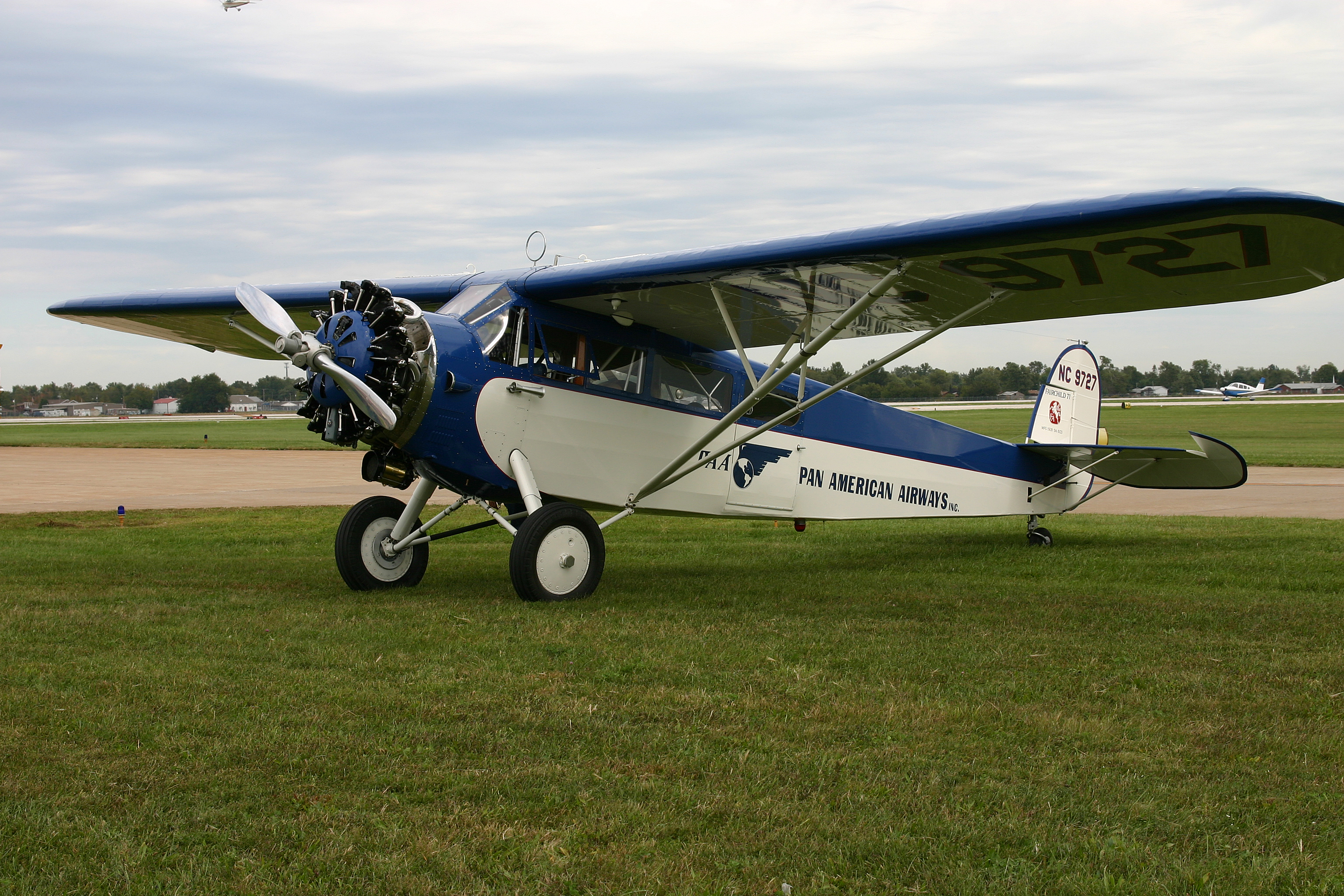

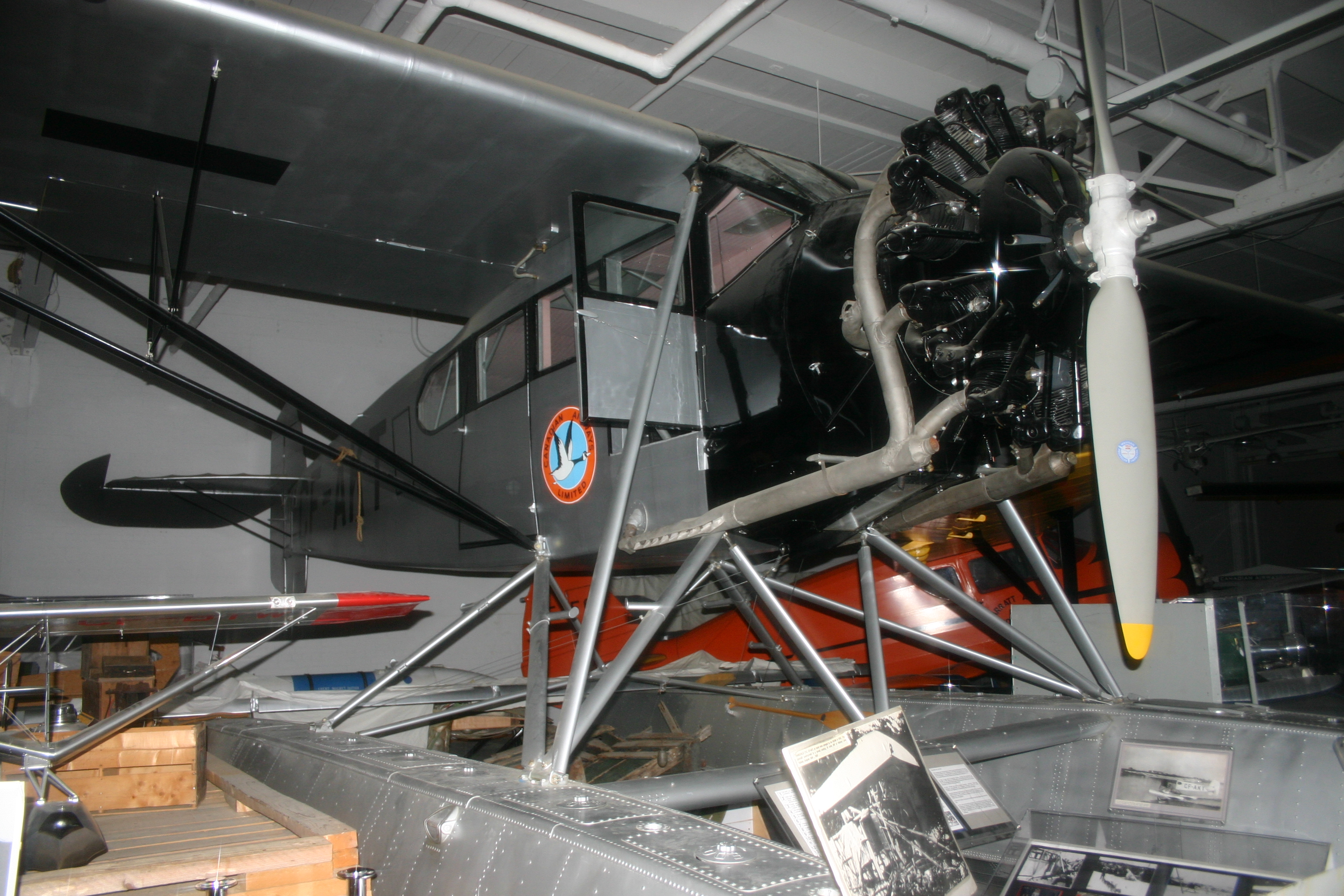
位於曼尼托巴省溫尼辟皇家西加拿大航空博物館的Fairchild 71C

費爾柴德對費爾柴德FC-2W2進行升級。升級後的FC-2W具有垂直航空攝影的相機托架和用於傾斜航空攝影的低切後窗。FC-2W的機身和機尾結構採用織物覆蓋焊接鋼管，並以織覆蓋木頭機翼。而FC-2W最終成為Model 71。

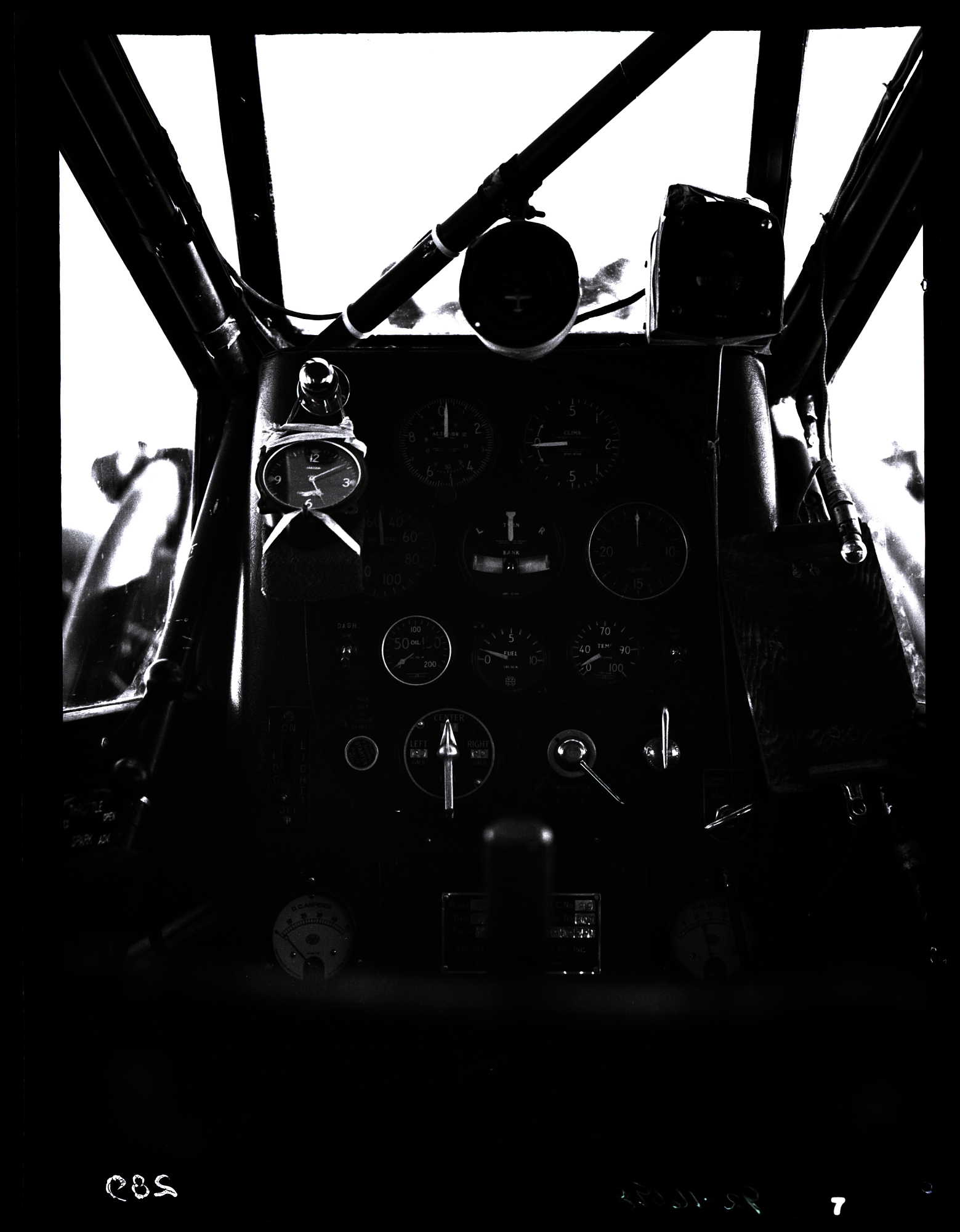
Fairchild 71的儀表板

美國陸軍航空兵團購買一架Model 71進行評估，並命名為XC-8，後來重新命名為XF-1，並用於攝影工作。陸軍航空兵團後來又陸續訂購八架，並編號為YF-1。所有的九架後來都被重新命名為C-8。
Model 71的另一主要用戶加拿大皇家空軍於1930年6月中旬對Fairchild 71 進行評估。1930年至1946年間，共有34架F-71 與早先的FC-2同時投入使用。1934年11月，加拿大皇家空軍將FC-71轉交給位於皇家空軍達特茅斯基地的海上第5中隊的五個飛行分隊。該中隊廣泛使用FC-71為皇家加拿大騎警執行反走私和非法移民巡邏任務。
由於該機堅固的結構以及耐用的設計，大部分Model 71在退役後由加拿大和美國的叢林飛機營運商使用，長期服務於偏遠及極寒地帶。

## 型號
Fairchild 71
最初量產型號。
Fairchild 71A
升級版，增加機翼後掠角並改進內裝。
Fairchild 71C
加拿大授權生產版本。
Fairchild 71-CM
加拿大的升級版。
Fairchild Super 71
水上版本，機身重新設計並具有更大的翼展。
Fairchild 51/71
加拿大將Model 51的機翼與Model 71的機身融合而成。

## 參考來源

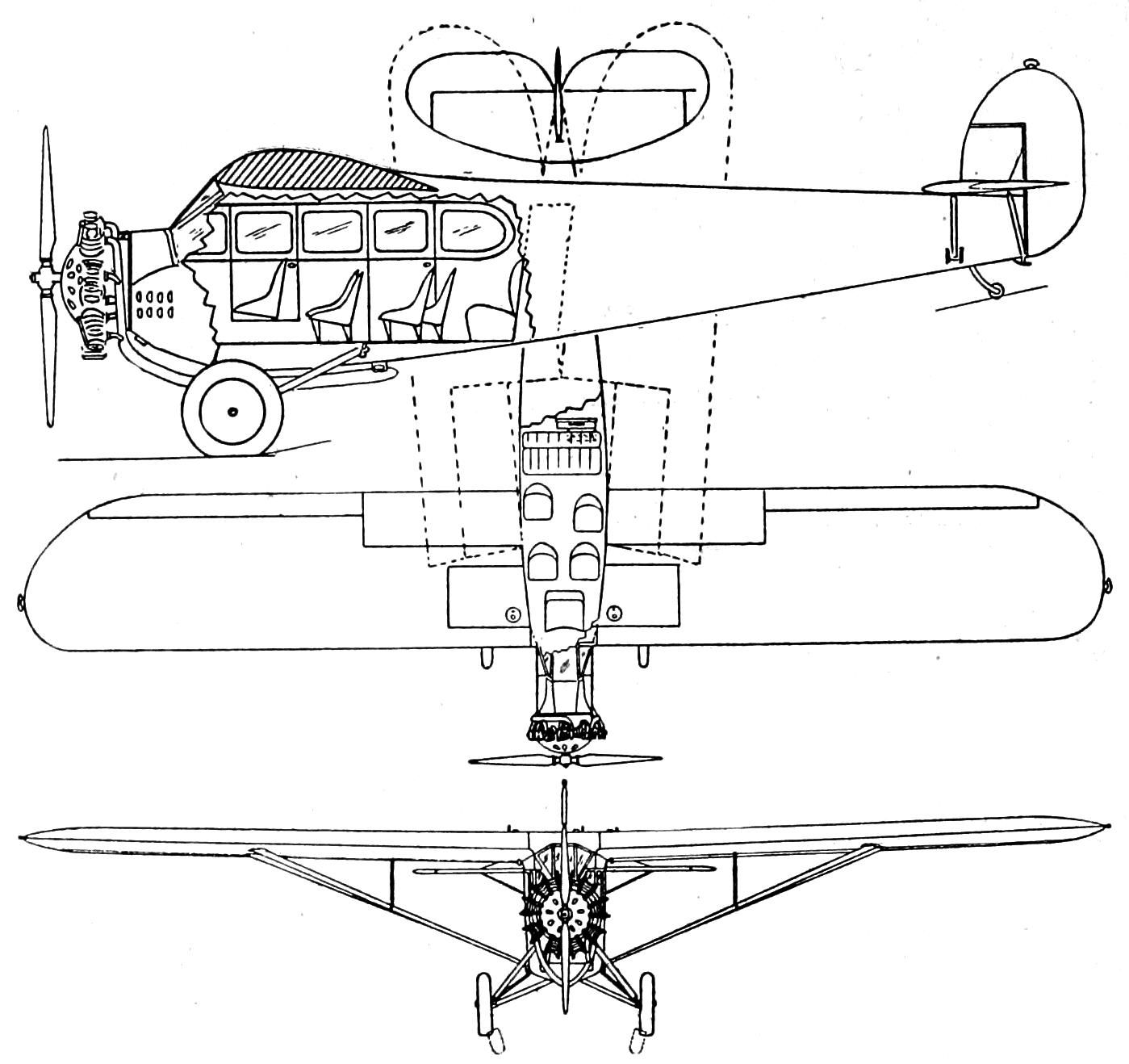
Fairchild 71 3-view drawing from Aero Digest February 1929

### 美國軍用型號
XC-8
一架Fairchild 71的原型機，之後作為照相偵察機，並重新命名成XF-1。
XF-1
重新命名後的XC-8。

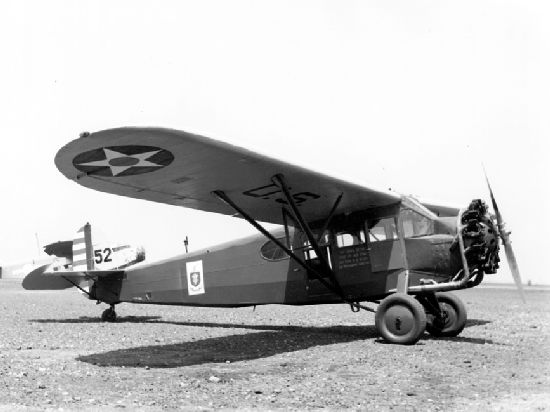
YF-1
8架用於評估的Fairchild 71，後來重新命名成C-8。
F-1A
Fairchild 71A的量產版本，後來重新命名成C-8A。
C-8
重新命名後的YF-1。
C-8A
重新命名後的F-1A。
J2Q-1
一架接受美國海軍評估的Fairchild 7，後來命名為XR2Q-1。

## 用戶

### 民營用戶
墨西哥
- Aerovias Centrales[4]
- 墨西哥航空[4]

 美国
- 首都航空[5]
- 太平洋阿拉斯加航空（英语：Pacific Alaska Airways）[4]
- 泛美航空[4]
- 泛美-格雷斯航空（英语：Pan American-Grace Airways）[4]

 沙烏地阿拉伯
- 沙烏地阿拉伯國家石油公司[6]

### 軍事操作員
加拿大
- 加拿大皇家空軍

 美国
- 美國陸軍航空軍
- 美國海軍

### 書目
- Donald, David, ed. The Encyclopedia of World Aircraft. Etobicoke, Ontario, Canada: Prospero Books, 1997. ISBN 1-85605-375-X.
- Milberry, Larry. Aviation In Canada. Toronto: McGraw-Hill Ryerson Ltd., 1979. ISBN 0-07-082778-8.
- Molson, Ken M. and Taylor, Harold A. Canadian Aircraft Since 1909. Stittsville, Ontario: Canada's Wings, Inc., 1982. ISBN 0-920002-11-0.

## 外部連結
- RCAF.com: The Aircraft: Fairchild 71 （页面存档备份，存于）
- Antiques: Fairchild 71 （页面存档备份，存于）